# Rhynchopyga meisteri
Rhynchopyga meisteri là một loài bướm đêm thuộc phân họ Arctiinae, họ Erebidae.